# Себастиен Грожан
Себастиен Грожан (на френски: Sébastien Grosjean) е френски тенисист.

## Биография
Себастиен Грожан е роден на 29 май 1978 г. в Марсилия, Франция. Като дете той живее със семейството си в Анхеле, където започва да кара ски. След това семейството му се премества в Пра-Лупе (Алпи на Горен Прованс), където Себастиен открива тениса. Грожан окончателно решава да посвети живота си на тениса през 1987 г.
Грожан се жени за Мари-Пиер на 16 ноември 1998 г. и има дъщеря на име Лола (родена на 11 октомври 1998 г.), син на име Том (р. 2002 г.) и дъщеря на име Сам (р. 2006 г.). Семейството живее в Бока Ратон, Флорида, САЩ, където Грожан работи в тенис академията на Крис Евърт. Близък приятел на Себастиен е Арно Клеман, който е кръстник на сина му.

## Кариера
Себастиен Грожан достига до полуфиналите на Откритото първенство на Австралия и Франция през 2001 г. и на Уимбълдън през 2003 г. и 2004 г. Той завършва осем последователни сезона в топ 30 (1999–2006 г.), достига до световен номер 4 през октомври 2002 г. Грожан се оттегля от професионална тенис кариера през май 2010.
През декември 2018 г. той е определен за капитан на Франция за Купа Дейвис.

## Кариерна статистика

#### Финали на Финалния турнирСветовния Тур на ATP(1)
| година | място | финален турнир    | съперник във финала | резултат      |
| ------ | ----- | ----------------- | ------------------- | ------------- |
| 2001   | Сидни | Тенис Мастърс Къп | Лейтън Хюит         | 3–6, 3–6, 4–6 |

#### Титли оттурнири от сериите Мастърс(1)
| година | турнир        | съперник във финала | резултат                     |
| ------ | ------------- | ------------------- | ---------------------------- |
| 2001   | Париж Мастърс | Евгени Кафелников   | 7–6(7–3), 6–1, 6–7(5–7), 6–4 |

#### Финали натурнири от сериите Мастърс(1)
| година | турнир      | съперник във финала | резултат           |
| ------ | ----------- | ------------------- | ------------------ |
| 1999   | Маями Оупън | Рихард Крайчек      | 6–4, 1–6, 2–6, 5–7 |

### ATP финали (4 титли; 13 финала)
|        | П–З | Година | Турнир                 | Клас               | Настилка   | Опонент           | Резултат                     |
| ------ | --- | ------ | ---------------------- | ------------------ | ---------- | ----------------- | ---------------------------- |
| Загуба | 0–1 | 1999   | Маями Оупън            | Супер 9            | Твърда     | Рихард Крайчек    | 6–4, 1–6, 2–6, 5–7           |
| Загуба | 0–2 | 1999   | Веризон Чалъндж        | Световни серии     | Клей       | Щефан Кубек       | 1–6, 2–6                     |
| Загуба | 0–3 | 2000   | Гран При Хасан Втори   | Международни       | Клей       | Фернандо Висенте  | 4–6, 6–4, 6–7(3–7)           |
| Победа | 1–3 | 2000   | Нотингам Оупън         | Международни       | Трева      | Байрън Блек       | 7–6(9–7), 6–3                |
| Загуба | 1–4 | 2001   | Оупън 13               | Международни       | Твърда (з) | Евгени Кафелников | 6–7(5–7), 2–6                |
| Победа | 2–4 | 2001   | Париж Мастърс          | Мастърс            | Килим (з)  | Евгени Кафелников | 7–6(7–3), 6–1, 6–7(5–7), 6–4 |
| Загуба | 2–5 | 2001   | Мастърс Къп (Сидни)    | Мастърс Къп Финали | Твърда (з) | Лейтън Хюит       | 3–6, 3–6, 4–6                |
| Победа | 3–5 | 2002   | Санкт Петербург Оупън  | Международни       | Твърда (з) | Михаил Южни       | 7–5, 6–4                     |
| Загуба | 3–6 | 2003   | Куинс Клъб Чемпиъншипс | Международни       | Трева      | Анди Родик        | 3–6, 3–6                     |
| Загуба | 3–7 | 2003   | Япония Оупън           | Межд. Голд         | Твърда     | Райнер Шютлер     | 6–7(5–7), 2–6                |
| Загуба | 3–8 | 2004   | Куинс Клъб Чемпиъншипс | Международни       | Трева      | Анди Родик        | 6–7(4–7), 4–6                |
| Загуба | 3–9 | 2005   | Ю Ес Клей Чемпиъншипс  | Международни       | Клей       | Анди Родик        | 2–6, 2–6                     |
| Победа | 4–9 | 2007   | Сюд дьо Франс Оупън    | Международни       | Килим (з)  | Марк Гикел        | 7–6(7–5), 6–4                |